# La Vespière
La Vespière est une ancienne commune française, située dans le département du Calvados en région Normandie, devenue le 1er janvier 2016 une commune déléguée au sein de la commune nouvelle de La Vespière-Friardel. La fusion devient totale le 1er janvier 2021.

## Toponymie
Le nom de la localité est attesté sous les formes Wasperia en 1195, Wesperia en 1210.
La Vespière dérive du latin vespa, (« guêpe »), et suffixe –aria, « lieu où il y a des guêpes ».
Le gentilé est Vesperois.

## Histoire
Les rôles du ban et de l'arrière ban de la vicomté d'Auge pour 1594 nous apprennent que le seigneur de la Vespière est alors Jehan Le Portier (v.1540-1606), général des monnaies, qui est taxé de 6 écus 40 sols pour son fief, en lieu de Bonadventure de Saint-Marc.
Le 1er janvier 2016, La Vespière intègre avec Friardel la commune de La Vespière-Friardel créée sous le régime juridique des communes nouvelles instauré par la loi no 2010-1563 du 16 décembre 2010 de réforme des collectivités territoriales. Les communes de Friardel et La Vespière deviennent des communes déléguées et La Vespière est le chef-lieu de la commune nouvelle. Les communes déléguées sont supprimées au 1er janvier 2021.

## Héraldique
| Armes de La Vespière | Les armoiries de La Vespière se blasonnent ainsi : D'azur à trois guêpes d'or. Blason utilisé par la mairie depuis 2013. |

## Politique et administration
| Période                                  | Période       | Identité       | Étiquette | Qualité        |
| ---------------------------------------- | ------------- | -------------- | --------- | -------------- |
| 1995                                     | mars 2008     | Guy Bredeaux   |           |                |
| mars 2008                                | mars 2014     | Serge Saint    |           | Retraité       |
| mars 2014                                | décembre 2015 | Sylvain Ballot |           | Cadre bancaire |
| Les données manquantes sont à compléter. |               |                |           |                |

## Démographie
En 2019, la commune comptait 933 habitants. Depuis 2004, les enquêtes de recensement dans les communes de moins de 10 000 habitants ont lieu tous les cinq ans (en 2006, 2011, 2016, etc. pour La Vespière) et les chiffres de population municipale légale des autres années sont des estimations.
| 1793 | 1800 | 1806 | 1821 | 1831 | 1836 | 1841 | 1846 | 1851 |
| ---- | ---- | ---- | ---- | ---- | ---- | ---- | ---- | ---- |
| 435  | 447  | 478  | 471  | 385  | 453  | 501  | 465  | 495  |

| 1856 | 1861 | 1866 | 1872 | 1876 | 1881 | 1886 | 1891 | 1896 |
| ---- | ---- | ---- | ---- | ---- | ---- | ---- | ---- | ---- |
| 423  | 409  | 401  | 392  | 410  | 428  | 430  | 369  | 376  |

| 1901 | 1906 | 1911 | 1921 | 1926 | 1931 | 1936 | 1946 | 1954 |
| ---- | ---- | ---- | ---- | ---- | ---- | ---- | ---- | ---- |
| 349  | 399  | 363  | 334  | 346  | 357  | 343  | 380  | 409  |

| 1962 | 1968 | 1975 | 1982 | 1990 | 1999 | 2006 | 2011 | 2016 |
| ---- | ---- | ---- | ---- | ---- | ---- | ---- | ---- | ---- |
| 386  | 402  | 415  | 731  | 883  | 972  | 939  | 989  | 967  |

| 2019 | - | - | - | - | - | - | - | - |
| ---- | - | - | - | - | - | - | - | - |
| 933  | - | - | - | - | - | - | - | - |

## Lieux et monuments
- Château de la Vespière.
- Église Saint-Ouen. XVIIIe siècle
- Chapelle Notre-Dame de la Vespière. D’abord chapelle funéraire elle est devenue lieu de pèlerinage après qu’il a été trouvé en 1859 une statue de la Vierge enterrée tout près.

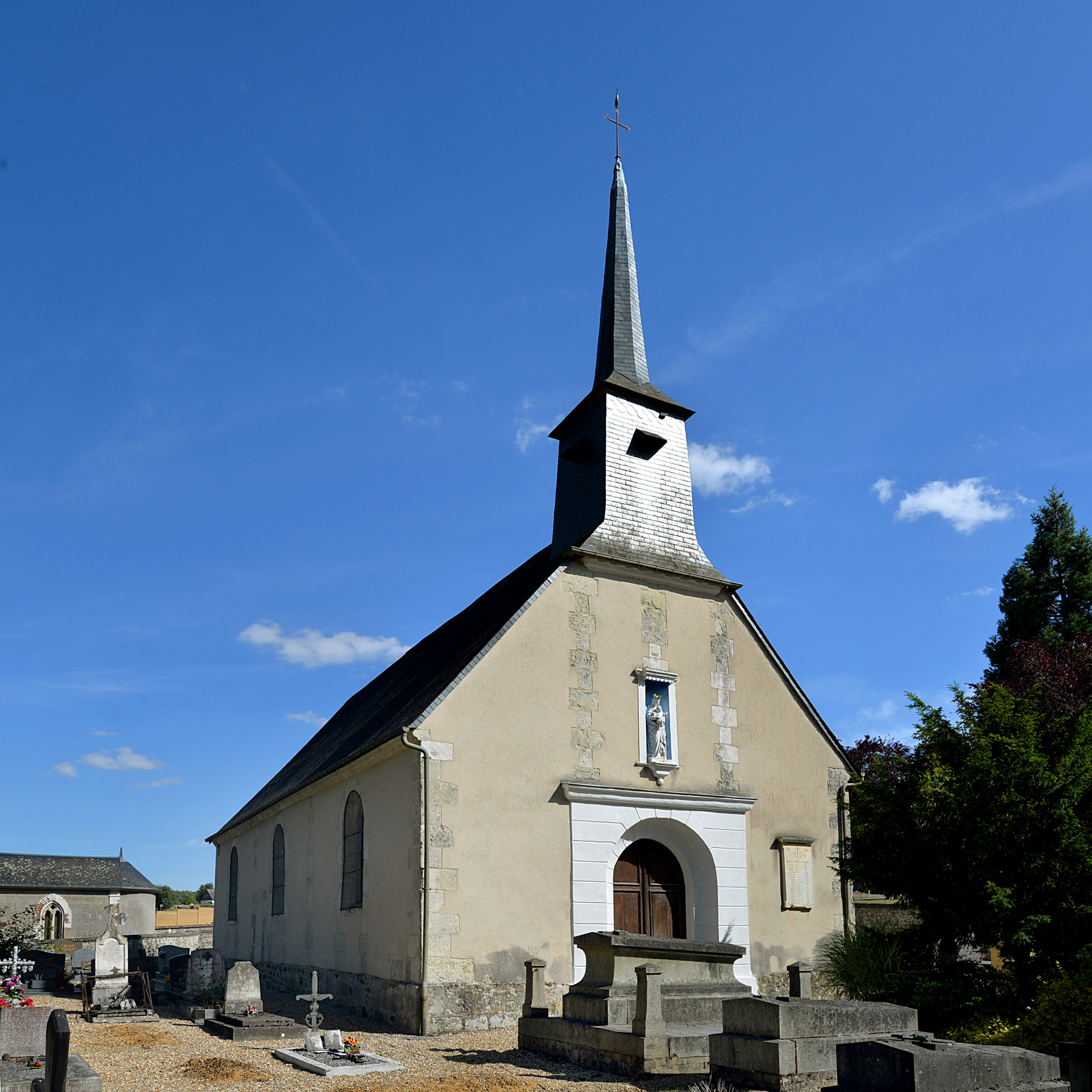
L’église Saint-Ouen.
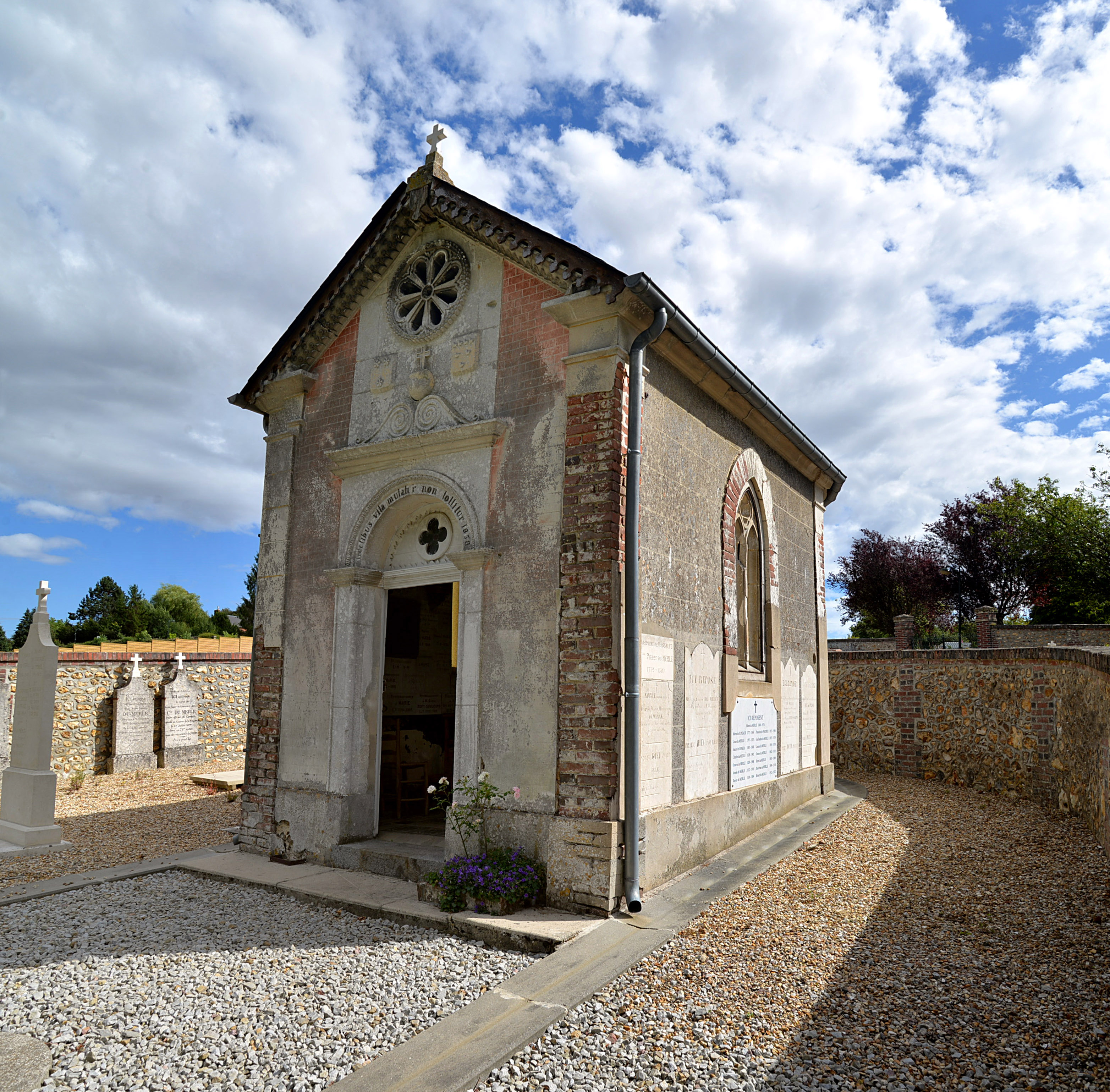
La chapelle Notre-Dame.
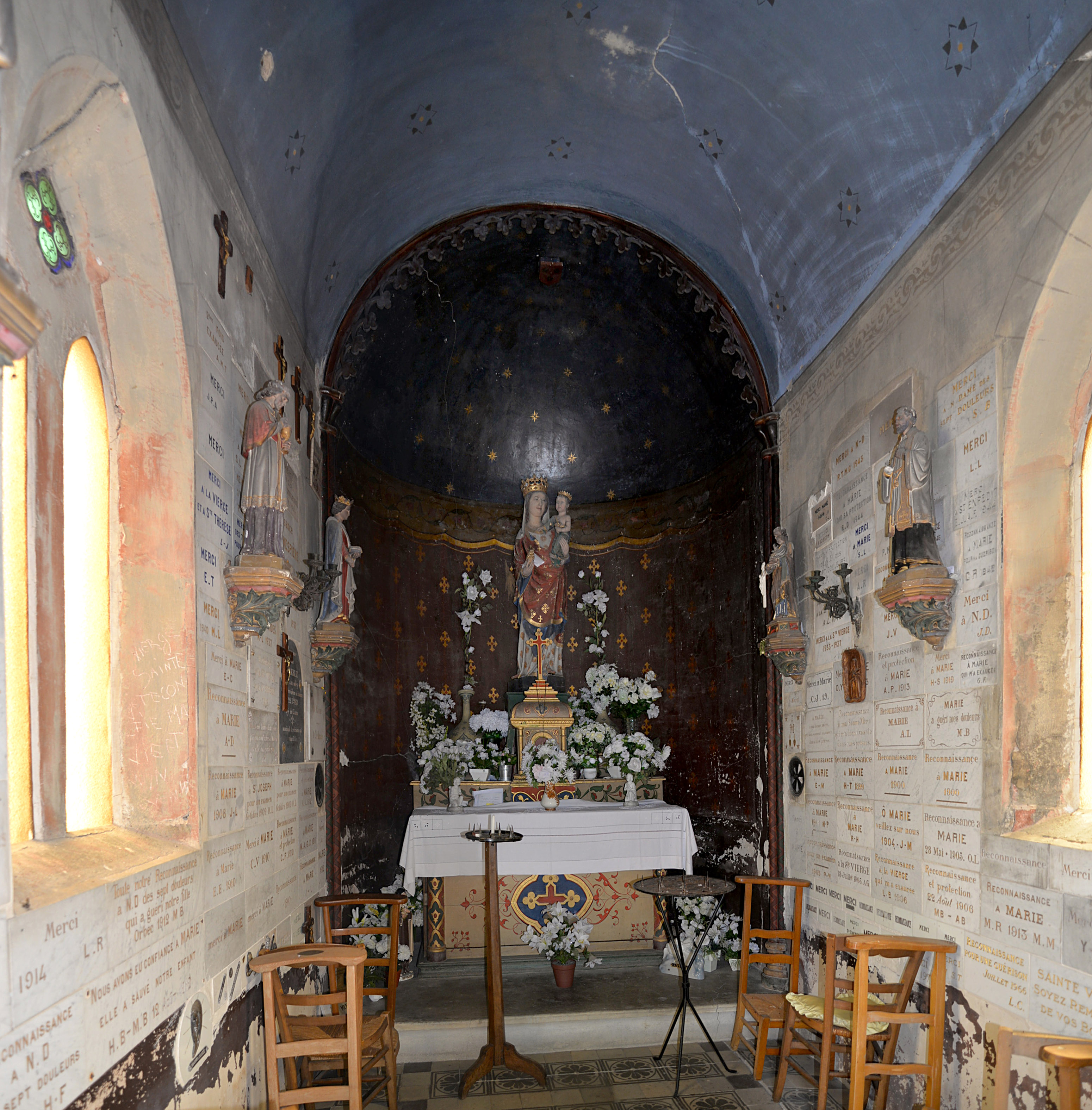
L’intérieur de la chapelle Notre-Dame.

## Personnalités liées à la commune
- Charles-Louis Victor de La Rouvraye (1783 à La Vespière - 1850), officier de marine.